# رباتیک فرگشتی
رباتیک فرگشتی (انگلیسی: Evolutionary robotics) یک رویکرد تجسمی به هوش مصنوعی (اِی‌آی) است که در آن ربات‌ها با استفاده از اصول داروینی انتخاب طبیعی به‌طور خودکار طراحی می‌شوند. در این روش، طراحی یک ربات یا یک زیرسامانه از آن (مانند کنترل‌کننده عصبی) برای رسیدن به یک هدف رفتاری خاص (مثلاً دویدن با حداکثر سرعت) بهینه‌سازی می‌شود. معمولاً، طرح‌ها در محیط‌های شبیه‌سازی شده ارزیابی می‌شوند زیرا ساخت و آزمایش هزاران یا میلیون‌ها طرح در دنیای واقعی بسیار پرهزینه و زمان‌بر است.
آزمایش رباتیک فرگشتی با جمعیتی از طرح‌های ربات که به صورت تصادفی تولید شده‌اند، شروع می‌شود. طرح‌هایی که عملکرد ضعیفی دارند حذف می‌شوند و با جهش‌ها و/یا ترکیب طرح‌های بهتر جایگزین می‌شوند. این الگوریتم فرگشتی تا زمانی که زمان از پیش تعیین شده‌ای سپری شود یا به معیار عملکرد هدف برسیم، ادامه می‌یابد.
روش‌های رباتیک فرگشتی به ویژه برای طراحی ماشین‌هایی که باید در محیط‌هایی کار کنند که انسان‌ها درک محدودی از آنها دارند (مانند مقیاس نانو یا فضا) مفید هستند. همچنین، ربات‌های شبیه‌سازی شده تکامل یافته می‌توانند به عنوان ابزارهای علمی برای تولید فرضیه‌های جدید در زیست‌شناسی و علوم شناختی و آزمایش فرضیه‌های قدیمی که انجام آزمایش‌های آنها در دنیای واقعی دشوار یا غیرممکن است، استفاده شوند.

## پیشینه
در اوایل دهه ۱۹۹۰، دو گروه اروپایی رویکردهای متفاوتی را برای تکامل سامانه‌های کنترل ربات نشان دادند. داریو فلوریانو و فرانچسکو موندادا در EPFL، کنترل‌کننده‌هایی را برای ربات Khepera توسعه دادند. آدریان تامپسون، نیک جاکوبی، دیو کلیف، اینمن هاروی و فیل هزبندز در دانشگاه ساسکس کنترل‌کننده‌هایی را برای یک ربات گنتری توسعه دادند. با این حال، بدنه این ربات‌ها قبل از تکامل فرض شده بود.
اولین شبیه‌سازی‌های ربات‌های تکامل یافته توسط کارل سیمز و جفری ونترولا از آزمایشگاه رسانه ام‌آی‌تی، نیز در اوایل دهه ۱۹۹۰ گزارش شد. با این حال، این موجودات مجازی هرگز جهان‌های شبیه‌سازی شده خود را ترک نکردند. اولین ربات‌های تکامل یافته که در واقعیت ساخته شدند، در آغاز قرن بیست و یکم توسط هاد لیپسون و جردن پولاک در دانشگاه برندایس به صورت سه‌بعدی چاپ شدند.